# Emil Persson (längdåkare)
Lars Emil Persson, född 5 april 1995 i Brunflo församling i Jämtlands län, är en svensk längdskidåkare från Optand utanför Östersund. Han tävlar för Lager 157 Ski Team i långloppscupen Ski Classics och har på klubbnivå tidigare tävlat för Brunflo IF och Östersunds SK.
Den 31 januari 2021 vann han långloppet Marcialonga i Italien och när säsongen 2020–2021 var över blev han den första svenska herråkaren att vinna Ski Classics. 2022 vann han långloppet Ylläs-Levi i norra Finland. Han var den första svensk att vinna loppet. Den 29 januari 2023 vann han återigen Marcialonga i Italien. Den 5 mars 2023 vann han Vasaloppet, och säkrade samma år totalsegern i Ski Classics.